# Тролльман, Иоганн Вильгельм
Иоганн Вильгельм «Рукели» Тролльман (нем. Johann Wilhelm Trollmann, 27 декабря 1907, Германия — 9 февраля 1943, концлагерь Нойенгамме, Германия) — немецкий боксёр цыганского происхождения, чемпион Германии 1933 года в полутяжёлом весе. Известен также как «Цыган» Тролльманн.

## Биография
Сведения о детстве Иоганна Тролльмана скудны. Родился он в нижнесаксонском городке Вильше, в непримечательной семье цыган-синти. Юноша увлёкся боксом, стал посещать спортивный клуб «Герой». «Светское» цыганское имя Иоганна было «Рукели».
Знаменитым «Рукели» стал в конце двадцатых. Среди мужчин он был популярен в связи со своими спортивными достижениями и за работу ног, называемую «танцем Тролльмана», среди женщин — ещё и за нарочитую галантность и привлекательный внешний вид.
В 1929 году Иоганн перешёл в профессиональный спорт. С 1929 года по 1933 год он победил нескольких звёзд бокса не только в среднем, но и полутяжёлом весе, не только из Германии, но и из других стран мира.
В 1933 году, вопреки оказываемому моральному давлению, Тролльман принял участие в поединке за титул чемпиона Германии. После шести раундов противник Иоганна уже явно проигрывал, и председатель союза немецких кулачных бойцов, член НСДАП Георг Радамм прекратил бой, объявив ничью. Но разгневанная публика взбунтовалась и потребовала признать Иоганна победителем. Радамму пришлось объявить Тролльманна чемпионом.
Через шесть дней Иоганн был извещён письмом о том, что лишён титула. Причиной назывался «плохой бокс».
Вскоре снова состоялся бой за титул чемпиона Германии, и Тролльманн снова вызвался. Перед боем он был извещён, что если попробует применить свой «танец» (имелась в виду тактика активного уклонения от ударов, сопровождающаяся игрой ног), то будет дисквалифицирован. Фактически, устроители хотели превратить бой в спектакль с избиением «недочеловека».
Иоганн превратил спектакль в трагикомедию с собой в героической роли. Он явился на бой с выжжеными перекисью волосами и запудренной добела кожей, являя собой карикатуру на пропагандируемый образ «истинного арийца». Во время боя он стоял неподвижно, с расставленными ногами, и принимал удары, не уклоняясь. Его соперник, Густав Эдер, был знаменит своими мощными ударами. Иоганн продержался, встречая их, пять раундов, и упал весь в крови.
В 1935 году, пытаясь спасти семью, Иоганн развёлся с женой, выводя её и их дочь из-под возможного удара.
В 1938 году Тролльман был стерилизован вместе с тысячами других цыган. В 1939 году он был призван в армию (заложниками остались его родители). К этому времени в концлагере оказываются уже все три его брата. В 1941 году Иоганн признаётся непригодным к строевой службе из-за полученного ранения и отсылается в концентрационный лагерь Нойенгамме. Там его вынуждают служить объектом для тренировок эсэсовцев.
В 1943 году Иоганн Вильгельм Тролльманн был убит одним из лагерных капо.
В 2003 году титул чемпиона Германии 1933 года в полутяжёлом весе был официально возвращён Тролльману, и пояс чемпиона был переслан его наследникам, Луису и Мануэлю Тролльманам.

## Достижения
Иоганн Вильгельм Тролльман профессионально участвовал в 62 боях, из них выиграл 30 и закончил вничью 13.

## Память
- В Ганновере в честь «Цыгана» названа небольшая улица.
- В Германии в 2007 году про Тролльмана был снят короткометражный фильм «Рукели (Rukelie)», режиссёр — Сабина Нойман (Sabine Neumann).